# Que ferais-je de cette épée ?
Pour plus de détails, voir Fiche technique et Distribution.
Que ferais-je de cette épée ? (en portugais : « Que Farei com Esta Espada? ») est un film portugais réalisé par João César Monteiro, sorti en 1975.

## Fiche technique
- Titre : Que ferais-je de cette épée ?
- Titre original : Que Farei com Esta Espada?
- Réalisation : João César Monteiro
- Scénario : João César Monteiro et Maria Velho da Costa
- Photographie : Acácio de Almeida
- Pays d'origine : Portugal
- Format : Noir et blanc - 16 mm
- Genre : Documentaire
- Durée : 65 minutes
- Date de sortie : 1975

## Distribution
- Maria Velho da Costa
- José Diogo
- Margarida Gil
- Carlos Mena